# Saccogaster parva
Saccogaster parva is een straalvinnige vissensoort uit de familie van naaldvissen (Bythitidae). De wetenschappelijke naam van de soort is voor het eerst geldig gepubliceerd in 1972 door Cohen & Nielsen.